# Erich Fromm
Erich Seligmann Fromm, nemški socialni psiholog in humanistični filozof, * 23. marec 1900, Frankfurt na Majni, Nemčija, † 18. marec 1980, Muralto, kanton Tessin, Švica. 
Fromm združuje dve močni paradigmi. Prvi je vpliv Marxa. Fromm je bil namreč povezan s Frankfurtsko šolo kritične teorije moderne družbe. Druga inspiracija je Freudova psihoanaliza.

## Življenje

### Zgodnje življenje
Fromm se je rodil v judovsko družino, kot sin trgovca. Njegova mati se je spopadala z depresijo, oče pa je imel močan temperament, zato Fromm ni imel ravno najboljših razmer za otroštvo in je bil izjemno boječ otrok. Imel je konzervativno judovsko vzgojo in šolanje, a je postal upornik, saj je bila po njegovem mnenju vera osnova za vse spore, nesoglasja in neenakosti. 
Kljub velikemu odporu do vere pa se je Fromm na začetku svoje kariere zgledoval po številnih judovskih intelektulacih, npr. po: Hermannu Cohenu, Nehemiu Nobelu in Salmanu Baruchu Rabinkowu. Prav tako je bil v svojih mlajših letih rabin.
Fromm je najprej deloval kot sociolog, kasneje pa postal psiholog.

### Po prvi svetovni vojni
Prva svetovna vojna je za Fromma pomenila točko preobrata, saj je spremenil pogled na svet. Začel se je spraševati, kako lahko sploh pride do vojne in želel spoznati iracionalno človeško masovno obnašanje, vendar je hrepenel po miru in mednarodnem sporazumu. 
Prav tako je leta 1919 diplomiral iz prava na Univerzi v Frankfurtu ter se vpisal na študij sociologije na Univerzo v Heidelbergu, kjer je pod mentorstvom Adolfa Webbra leta 1922 doktoriral. V sredini dvajsetih let dvajsetega stoletja se je začel zanimati tudi za psihologijo in dobil priložnost za študij psihoanalize pri Friedi Reichamann. Čeprav je bila Frieda 10 let starejša od Fromma, sta se leta 1926 poročila, a je bil njun zakon neuspešen.
Kritične in socialne teorije so Frommu pridobila mesto na Frankfurtski šoli, kjer je tudi pomagal ustanoviti Frankfurtski psihoanalitični inštitut. Po ponudbi Maxa Horkheimerja se je pridružil prestižnemu Frankfurtskemu inštitutu za socialne vede. Na inštitutu in univerzi je poučeval med letoma 1929 in 1932, ter se medtem ukvarjal z raziskovanjem totalitarne ureditve nemških delovnih sil pred Hitlerjevo prevlado.

### Odhod v ZDA
Prav zaradi Hitlerjeve vlade in nacizma je bil prisiljen pobegniti v tujino, najprej v Ženevo od tam pa naprej v ZDA.
Leta 1934 se je pridružil Univerzi Columbia, med letoma 1941 in 1950 pa je poučeval tudi na Yale-u in na kolidžu Bennington. 
Frommova prva velika izdaja je bil Beg pred svobodo leta 1942. V njem razlaga, da osvoboditev pred tradicionalnimi vezmi v srednjeveški družbi, daje posamezniku občutek samostojnosti, prav tako pa mu daje tudi občutek osamljenosti in izoliranosti, kar ga navdaja z dvomi in tesnobo, to pa pripelje k novi uklonitvi in h kompulzivnemu in iracionalnemu obnašanju. Fromm pravi, da lahko zato izoliranost od družbe, skupaj z drugimi dvomi in negotovostmi, razlaga način in poti, s katerimi si ljudje iščejo zatočišče in spodbudo, vse to pa najdejo v totalitarni ureditvi, kot je na primer fašizem. Beg pred svobodo je tudi ena izmed zametkov knjig politične psihologije.

### Kasnejše življenje
Leta 1944 se je poročil s Henny Gurlandin in končno dobil ameriško državljanstvo. Henny je zaradi bolezni leta 1952 umrla.
Med letoma 1950 in 1960 je postajal vedno bolj priljubljen teoretik, svoj preboj pa je doživel z ustanovitvijo šole za psihoanalitiko.
Fromm je pomagal pri ustanovitvi Mehiškega psihoanalitičnega inštituta in ostal njegov direktor vse do 1976.
Njegova dela so  navdana s pravnim in filozofskim humanizmom, navduševala sta ga predvsem stanje človeškega življenja in evolucija fizičnih in intelektualnih sposobnosti. Fromm se je v svetu, ki se je vse bolj mehaniziral, boril za ohranitev človeškega duha, smisla življenja, bistva obstoja in za preprečitev  razpada družbe. Ker je bil priča dvema svetovnima vojnama in grozotam, ki sta ga povzročili, je opozarjal na hude posledice, ki jih imata moderna tehnologija in vojskovanje. Verjel pa je, da sta prepričanje v ljudi in njihove pozitivne sposobnosti, skupaj z vsemi kulturami, osnova za boljšo in srečnejšo prihodnost. 
Njegov tretji in zadnji zakon je bil z Annis Freeman, s katero sta se poročila leta 1953.
V drugem delu svojega življenja je Fromm postajal vedno bolj zaskrbljen z idejami o smrti in nestalnosti. To njegovo idejo izčrpno prikaže knjiga Anatomija človeške destruktivnosti, s prepričanjem, da je najpomembnejše načelo, ki daje zagon človeštvu, vzgib, ki vstaja iz odsotnosti pristnega obstoja in individualnosti.
Fromm je umrl zaradi srčne kapi v Švici leta 1980.

## Fromm in drugi filozofi

### Fromm in Freud
Veliko Frommovih del je osredotočenih na Freuda, saj sta si njuni mišljenji zelo nasprotovali. Fromm je pravil, da je človekova psiha posledica dednosti in družbe, prevladujoči poudarek pa naj bi bil na posledicah potrošništva vsakega posameznika. 
Fromm je temeljito pregledal Freudova dela, njegove teorije in nauke in opazil veliko neskladnost med tistimi pred in po 1. svetovni vojni ter obtožil Freuda in neofreudiste, da tega ne priznajo. Freud je pred prvo svetovno vojno opisal človeške želje kot boj med potrebami in potlačitvijo teh potreb, po vojni pa je človeške želje opisal kot boj med Erosom (predstavlja življenje) in Tanatosom (predstavlja smrt). 
Obsojal je tudi Freudovo dualistično razmišljanje in verjel, da je Freudova razlaga človeške zavesti zelo omejena. Obdolžil ga je, da je sovražnik žensk, saj je bil nesposoben pogledati čez meje patriarhata, ki je bil v veljavi v tistem času.
Kljub vsemu, pa je Fromm spoštoval Freuda, saj je verjel, da je, skupaj z Albertom Einsteinom in Karlom Marxom, eden izmed pomembnih začetnikov moderne dobe.

### Fromm in Marx
Marx je bil po Frommovem mnenju eden iz med največjih intelektualcev vseh časov, zato je imel tudi zelo velik vpliv nanj.
Pod navdihom Marxa je napisal knjigo Zdrava družba.

## Psihološka teorija
Njegove teorije so bile mešanica Freudovih in Marxovih. Freud je predpostavljal, da so naši značaji prirojeni in stvar biologije, medtem ko je Marx trdil, da na nas zelo vpliva družba. Fromm pa je v obe teoriji vpeljal še svobodo in zanjo trdil, da je glavna značajska lastnost človeške narave. 

## Vera
Fromma so najbolj zanimale različne veje judovske vere (Talmud in hasidizem), kar je preučeval in študiral že v mladih letih. Sprva pod okriljem rabija J. Horowitza in kasneje pod mentorstvom rabija S. B. Rabinkowa, ki je bil čabadijski hasid (pripadnik ene večjih hasidskih skupin), medtem ko je pisal doktorat v sociologiji na Univerzi v Heidelbergu. Najverjetneje je bilo njegovo zanimanje za judovsko ortodoksijo in misticizem povezano s tem, da sta bila oba njegova pradedka, dedek in še nekateri drugi sorodniki Judje, sam pa se je pol letu 1926 odrekel judovski veri in se začel bolj zanimati za krščanske ideale. Osnova njegovega zanimanja je bila svetopisemska zgodba Adama in Eve. Po prvi svetovni vojni in pred bližajočo se drugo svetovno vojno se je odločil postati ateist, ker je pravil, da vera širi sovraštvo, njegove filozofije pa bodo bolj realistične in človekoljubne, če ne bo pod vplivom vere.

## Človeške potrebe
Verjel je v to, da imamo ljudje potrebe, ki so veliko bolj napredne in zahtevne kakor od večine živih bitji in organizmov na našem planetu. Govorimo predvsem o psihičnih potrebah, kot so na primer potreba po lepoti in estetiki, potreba po sprejemanju v družbi in po dobrem ugledu in podobno. Te potrebe si je razlagal z enim samim stavkom: "vsak človek si želi najti razlog za svoj obstoj". Zato je predstavil pet osnovnih potreb:

1. navezanost: potreba po odnosih in zvezi z drugimi, skrbi, spoštovanju in ljubezeni. Ta potreba je tako močna, da jo včasih zadoščamo tudi na napačen in za nas nevaren način.

2. ustvarjalnost: Fromm trdi, da si vsi želimo premagati občutek pasivnosti in nezaščitenosti. Vsi si želimo biti ustvarjalni in to lahko dosežemo na veliko načinov. Recimo, že samo rojstvo je neke vrste ustvarjalnost, sledijo še pisanje knjig, fotografiranje, ljubljenje in podobno. Ustvarjalnost je sicer neke vrste odraz ljubezni, a na žalost lahko zadoščenje te potrebe iščemo tudi s sovraštvom, kar je velikokrat lažje, a nam ne prinese končnega zadoščenja.
 
3. zakoreninjenost:  vsak potrebuje korenine in s tem je mišljeno družino in prijatelje, prav tako potrebujemo tudi občutek domačnosti. Vsak bo nekoč odrasel, živel svoje življenje in se osamosvojil od staršev.  

4. identiteta: da ostanemo pri zdravi pameti potrebujemo svojo identiteto. Vsi si jo želimo najti in velikokrat smo pripravljeni veliko žrtvovati, samo zato, da si neko identiteto pridobimo. A pravo identiteto si moramo razviti sami, saj v primeru, da jo prevzamemo od nekoga drugega ni resnična in ne zadosti našim potrebam.

5. usmerjenost: kot zadnje je potrebno, da razumemo svet in naš položaj v njem. Vsak si mora sam ustvariti svoja prepričanja in svoje mnenje, saj je to ključ do zadovoljitve te potrebe.

Te misli Fromm zaključi s stavkom, da si vsi želimo in potrebujemo razumevanje, toplo človeško razumevanje.

## Politika
Frommova oblika socializma in komunizma je zavračala tako zahodni kapitalizem kot vzhodni komunizem, za katerega je pravil, da zavrača in taji življenje ter čigar najhujša posledica je bila svetovna izolacija.
Fromm ni bil samo pasivni družbeni kritik, ampak je bil aktivist za državljanske pravice, vodil je gibanja proti jedrskemu orožju, bil je član anti-vietnamskih protestov in organizator gibanj za zaščito okolja.
Leta 1955 je izdal delo z naslovom Zdrava družba, katero je bilo vrhunec njegove politične in socialne filozofije. V prvi vrsti je temeljilo na zgodnjih delih Karla Marxa, le da je Fromm še dodatno izpostavil pomembnost svobode in s tem je postal eden izmed utemeljiteljev oziroma ustanoviteljev socialističnega humanizma. Izhajal je iz humanistične etike in izpostavil družbeno ekonomijo kot vzrok za nezavedanje pravih razlogov človeškega obstoja. Po njegovem mnenju bi moderni kapitalizem in birokracijo lahko premagali le, če bi spremenili osnove politike, ekonomije in kulture, ter se začeli politično nagibati bolj v smer demokratičnega in socialističnega humanizma. 

## Dela
Frommovo delo bi v grobem lahko razdelili tudi na 4 splošne teme:
1. Kako nam psihoanaliza pomaga razumeti individualne motive in socialno ekonomske okoliščine.
2. Pregled Freudovih idej o psihoanalizi.
3. Kritika sodobne kapitalistične družbe.
4. Kako religija vpliva na človekov razvoj.

### Beg pred svobodo
Erich Fromm je leta 1941 objavil eno izmed svojih najvplivnejših del z naslovom Beg pred svobodo (v Angliji objavljena 1942 kot Strah pred svobodo). Njegova dela so bila odmevna tako na socialnem in političnem področju, kakor tudi na psihološkem in filozofskem področju. Ravno delo Beg pred svobodo je najbolj znano delo v katerem se je ukvarjal s politično psihologijo. V delu je predstavljena človekova potreba po oblasti in nadzoru, ter njegov odnos do svobode. Zagovarjal je, da je osvoboditev od tradicionalnih vezi srednjeveške družbe posamezniku dala nov, poseben občutek samostojnosti, hkrati pa je povzročila, da se je počutil osamljenega, izoliranega od drugih, napolnila ga je s tesnobo in povzročila, da je postal bolj razdražljiv. Posledice odtujitve od skupnosti, negotovosti in strahu nam pomagajo razložiti, zakaj so ljudje videli varnost in rešitev v diktatorskih ureditvah družbe. Pri avtoritarizmu gre za podrejanje ljudi avtoriteti, kar si lahko različno razlagamo, v večini primerov pa razlage vsebujejo nadnaravne sile, ki naj bi nadzorovale svet in skrbele za red. Pri destruktivnosti, gre za osebnost, ki želi uničiti tisto česar ne more nadzorovati, posledice vsega tega pa so skladnost oziroma zlitje z družbo, saj človek podzavestno prevzame prepričanja in miselne procese družbe. To je odličen način, da se izognemo resničnemu svobodnemu razmišljanju, na kar je ciljala večina diktatorskih vladarjev.

### Človek za sebe
Njegovo drugo pomembno delo je Človek za sebe: psihološka raziskava etike  (izdano 1947), v katerem je nadaljeval svoje idej iz dela Beg pred svobodo. V obeh delih je v ospredju Frommanova teorija človekovega karakterja, ki je izhajala iz njegove prvotne teorije o človekovi naravi. 

### Umevanje ljubezni
Njegovo najpopularnejše delo pa je bilo Umevanje ljubezni, ki ga je izdal 1956. Ta knjiga je postala mednarodna uspešnica. V njej je predstavil ljubezen kot nekaj kar se lahko naučimo in razvijemo, vendar tegane  moremo kar tako doseči, saj zahteva znanje in trud. Tako kakor umetnik za svoje mojstrsko delo potrebuje veliko znanja in truda, potrebuje to tudi ljubezen za uspeh. Po njegovem mnenju je zmotno zamenjevati ljubezen z občutkom zaljubljenosti, saj je ljubezen umetnost. Resnična ljubezen vsebuje štiri pomembne elemente: skrb, odgovornost, spoštovanje in znanje, vse to pa je težko doseči in zahteva veliko truda, a se po drugi strani na koncu vse poplača. V knjigi najdemo tudi pojem imeti rad samega sebe, kar ne izraža arogance, egocentrizma ali domišljavost, ampak le skrb zase. To naj bi bil ključ za uspeh, najprej imej rad sebe, šele nato lahko ljubiš nekoga drugega. 

### Imeti ali biti
Zadnje Frommovo delo, kaže njegovo filozofsko mišljenje, zanj sta namreč 'imeti' in 'biti' dve komponenti, ki tvorita življenje. Imeti so vse materialne stvari, ki temeljijo na nasilju in lakomnosti, biti pa je zakorinjen z ljubeznijo, vlada mu skupna harmonija in ustvarjalna dejanja. Fromm pravi da je potrebno vzdrževati ravnotežje med obema, saj bi nas prevladujoč imeti pripeljal v kaos in uničenje sveta. To delo je eno izmed glavnih kritik kapitalistične družbe

### Dela prevedena v slovenščino
- Kriza psihoanalize (The Crisis of Psychoanalysis, 1932), Cankarjeva založba, 1972 (https://plus.si.cobiss.net/opac7/bib/7426049)
- Zdrava družba (The Sane Society, 1955), Državna založba Slovenije, 1970 (https://plus.si.cobiss.net/opac7/bib/678657)
- Umevanje ljubezni (The Art of Loving, 1956), Cankarjeva založba, 1974 (https://plus.si.cobiss.net/opac7/bib/8471041)
- Človekovo srce: njegov demon dobrega in zla (The Heart of Man, 1964), Državna založba Slovenije, 1987 (https://plus.si.cobiss.net/opac7/bib/22017025)
- Anatomija človekove uničevalnosti (The Anatomy of Human Destructiveness, 1973), Mladinska knjiga 2013 (https://plus.si.cobiss.net/opac7/bib/268348416)
- Imeti ali biti (To Have or To Be, 1976), Vale-Novak, 2004 (https://plus.si.cobiss.net/opac7/bib/213668864)
- Umetnost življenja (The Art of Being, 1989), Mladinska knjiga, 2003 (https://plus.si.cobiss.net/opac7/bib/122863104)

### Ostala še neprevedena dela:

#### v nemščini
To so le nekatera njegova dela.

- Das jüdische Gesetz. Ein Beitrag zur Soziologie des Diaspora-Judentums.
- Über Methode und Aufgaben einer analytischen Sozialpsychologie.
- Die psychoanalytische Charakterologie und ihre Bedeutung für die Sozialpsychologie.
- Sozialpsychologischer Teil. In: Studien über Autorität und Familie.
- Zweite Abteilung: Erhebungen (Erich Fromm u.a.). In: Studien über Autorität und Familie. Forschungsberichte aus dem Institut für Sozialforschung.
- Die Furcht vor der Freiheit, 1941 (v angleščini: "Escape from Freedom / The Fear of Freedom").
- Psychoanalyse & Religion

#### v angleščini
To so le nekatera njegova dela. 
- Fromm, E. 1994. (original 1941) Escape from Freedom. (The Fear of Freedom.)
- Fromm, E. 1947. Man for Himself: An Inquiry into the Psychology of Ethics.
- Fromm, E. 1950. Psychoanalysis and Religion.
- Fromm, E. 1951. The Forgotten Language: the Understanding of Dreams, Fairy Tales and Myths.
- Fromm, E. 1955. The Sane Society.
- Fromm, E. 1956. The Art of Loving.
- Fromm, E. 1959. Sigmund Freud's Mission: an analysis of his personality and influence.
- Fromm, E. 1960. Let Man Prevail: a Socialist Manifest and Program.
- Fromm, E. 1960. Zen Buddhism and Psychoanalysis, with D.T. Suzuki and Richard de Martino.
- Fromm, E. 1961. Marx's Concept of Man.
- Fromm, E. 1961. May Man Prevail? An inquiry to the Facts and Fictions of Foreign Policy.
- Fromm, E. 1962. Beyond the Chains of Illusion: my Encounter with Marx and Freud.
- Fromm, E. 1964. The Heart of Man: its Genius for Good and Evil.
- Fromm, E. 1966. You Shall Be as Gods
- Fromm, E. 1968. The Revolution of Hope: Toward a Humanized Technology.
- Fromm, E. 1970. Social Character in a Mexican Village.
- Fromm, E. 1970. The Crisis of Psychoanalysis: Essays on Freud, Marx, and Social Psychology.
- Fromm, E. 1973. The Anatomy of Human Destructiveness.
- Fromm, E. 1976. To Have or to Be.
- Fromm, E. 1984. The Working Class in Weimar Germany. (a psycho-social analysis done in the 1930s).
- Fromm, E. 1986. For the Love of Life.
- Fromm, E. 1989. The Art of Being.